# 민스카야역
민스카야역(러시아어: Минская)은 모스크바 지하철 칼리닌스코 솔른쳅스카야 선의 역이다. 2017년 3월 16일에 개장했다.

## 지리
민스카야 역은 키예프 철도의 교차로와 올드 타운 거리 교차점 사이에 위치한다.

## 같이 보기
- (러시아어) arhmetro.ru 보관됨 2019-06-20 - 웨이백 머신